# Georgischer Lari

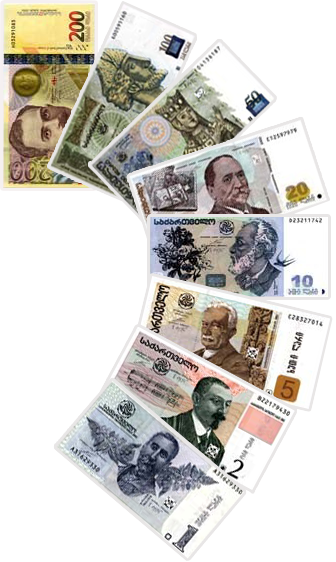
Georgische Lari-Banknoten.

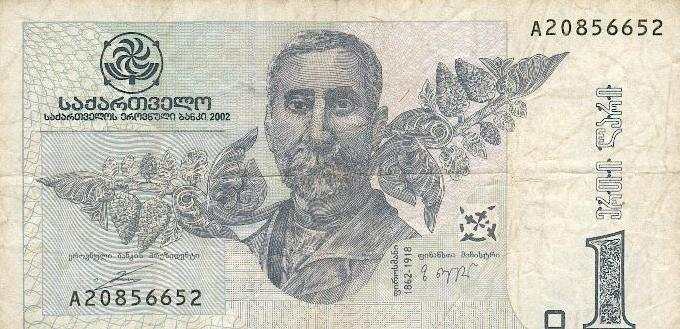
Georgischer 1-Lari-Schein mit Niko Pirosmani im Vordergrund (2002).

Der Lari (georgisch ლარი; ISO-Code: GEL) ist die Währung Georgiens. Er wurde von der Nationalbank Georgiens (NBG) am 25. Dezember 1995 (nach anderer Angabe: Oktober 1995) in Umlauf gebracht. 1 Lari entspricht 100 Tetri.
Das Wort Lari bedeutet im Georgischen sowohl Schatz als auch Eigentum. Tetri ist ein alter georgischer Begriff für weiß, was sich auf silbernes Münzgeld in vorchristlicher Zeit bezieht. Später übertrug sich das Wort allgemein auf Silber-, Gold- und Kupfermünzen, in Quellen seit  dem 14. Jahrhundert erwähnt.
Banknoten sind im Wert von 1, 2, 5, 10, 20, 50, 100, 200 (wurde später emittiert) und 500 Lari im Umlauf. Die ersten Ausgaben wurden in Frankreich gedruckt. Sie zeigen Abbildungen von Niko Pirosmani (1 Lari), Sakaria Paliaschwili (2 Lari), Iwane Dschawachischwili (5 Lari), Akaki Zereteli (10 Lari), Ilia Tschawtschawadse (20 Lari), Königin Tamar (50 Lari), Schota Rustaweli (100 Lari), Kakuza Tscholoqaschwili (200 Lari) und David, dem Erbauer (500 Lari).
Münzen gibt es in den Nennbeträgen 1, 2, 5, 10, 20 und 50 Tetri und seit 2006 auch 1 und 2 Lari. Mit der ersten Münzprägung von 1996 wurden auf den Vorderseiten der Stücke Motive aus der alten Geschichte Georgiens verwendet. Die 1-Tetri-Münze zeigt auf ihrer Vorderseite ein Weinrankenrelief von der Westfassade der Swetizchoweli-Kathedrale. Die 2-Tetri-Münze bildet einen Pfau ab, der als mythologisches Motiv in Georgien für Auferstehung und Unsterblichkeit steht. Die 5-Tetri-Münze zeigt eine Löwenstatue, die im Original ein aus Gold gefertigtes Objekt aus dem 3. Jahrtausend v. Chr. darstellt, ein archäologischer Fund aus dem Alasani-Tal. Auf der Vorderseite der 10-Tetri-Münze befindet sich das Bild des Heiligen Vaters, der auf einem Löwen reitet, nach einem vergoldeten Tondo aus Silber im Kloster Gelati (frühes 11. Jahrhundert). Auf der Vorderseite der 20-Tetri-Münze befindet sich ein Hirsch mit großem Geweih, ein Motiv in einem Gemälde von Niko Pirosmani. Die 50-Tetri-Münze trägt das Abbild eines Feuervogels (Greif) nach einem Motiv in der Samtawissi-Kathedrale.
Alle georgischen Banknoten außer der 200-Lari-Note trugen bis zu den Emissionen des Jahres 2016 auf der Vorderseite die georgische Bordschghali, ein Sonnensymbol mit sieben Flügeln. Zusätzlich ist auf jeder georgischen Banknote in englischer Sprache die ausgebende Bank sowie der Wert der Note zu lesen, beispielsweise: „National Bank of Georgia – Two Hundred Lari“. 1999 und 2000 gab die Nationalbank veränderte Geldscheine mit neuen Sicherheitsmerkmalen aus. Im Februar 2016 begann eine neue Edition mit der Ausgabe der neuen 20- und 50-Lari-Banknoten.
Der Lari ist frei konvertierbar. Er löste die georgische Couponwährung (georgisch Kuponi) ab, ein Notgeld, das zwischen 1993 und 1995 parallel zum russischen Rubel und westlichen Währungen verwendet wurde.

## Münzen

1993
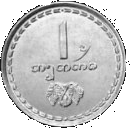
1 Tetri
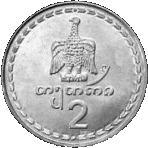
2 Tetri
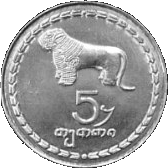
5 Tetri
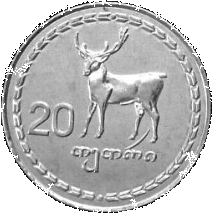
20 Tetri
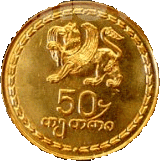
50 Tetri
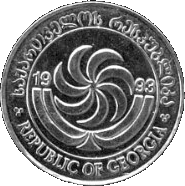
Rückseite der Münzen

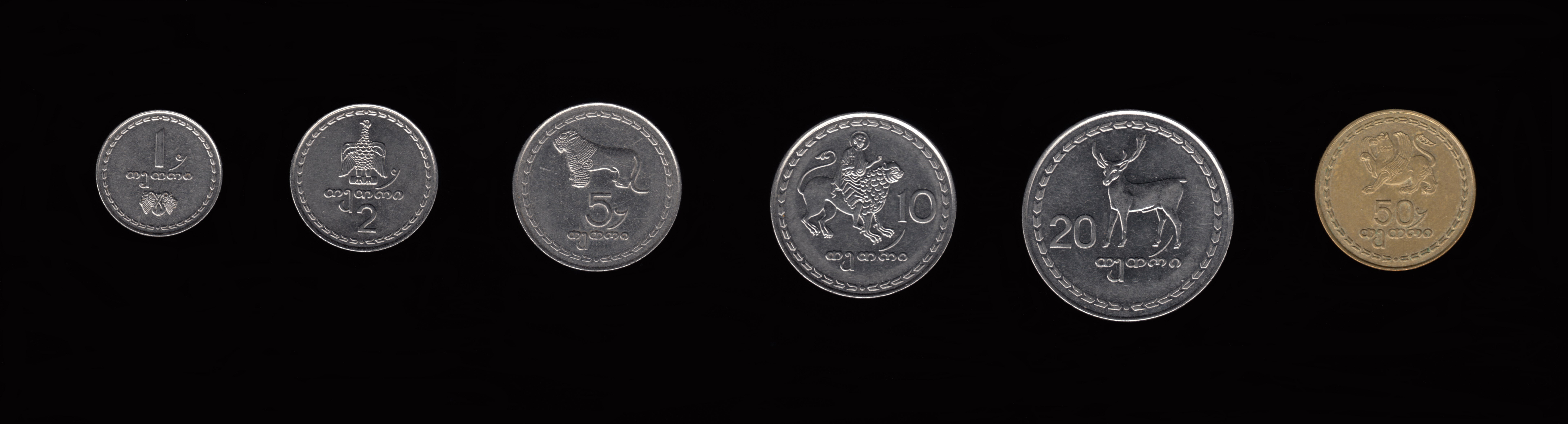
Größenverhältnisse des Münzsatzes von 1993

2006
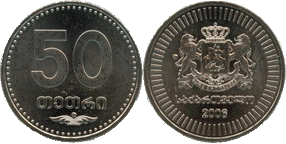
50 Tetri
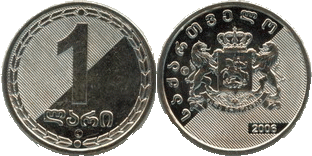
1 Lari
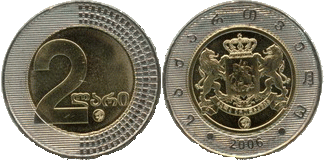
2 Lari